# John Adelbert Parkhurst

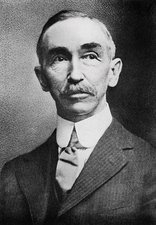

John Adelbert Parkhurst, född den 24 september 1861 i Dixon, Illinois, död den 1 mars 1925, var en amerikansk astronom.
Parkhurst blev 1900 astronom och 1919 professor i astronomi vid Yerkes-observatoriet i Williams Bay, Wisconsin, där han utförde viktiga astrofysikaliska arbeten, särskilt inom fixstjärnfotometrin, bland annat Researches in stellar photometry (1906). Tillsammans med F.C. Jordan utarbetade och tillämpade han en metod att på fotografisk väg jämte stjärnornas ljusstyrka även fastställa deras färgekvivalenter. Resultaten härav blev offentliggjorda i arbetet The photographic determination of star-colors and their relation to spectral type (1908). Samma metod, ytterligare utvecklad och använd i större omfattning, ligger till grund för Parkhursts viktiga arbete Yerkes actinometry (1912).